# کالیرویل (کالیفرنیا)
کالیرویل (به انگلیسی: Collierville) یک منطقهٔ مسکونی در ایالات متحده آمریکا است که در شهرستان سن ژواکین، کالیفرنیا واقع شده‌است. کالیرویل ۱۷٫۱۰۶ کیلومتر مربع مساحت و ۱٬۹۳۴ نفر جمعیت دارد و ۱۸٫۹ متر بالاتر از سطح دریا واقع شده‌است.